# Atelier Brückner
Atelier Brückner ist ein weltweit agierendes Atelier für Museums- und Ausstellungsgestaltung mit Sitz in Stuttgart.

## Geschichte
Atelier Brückner etablierte sich in Folge der Ausstellung Expedition Titanic, die 1997 in der Hamburger Speicherstadt zu sehen war. Es wurde von dem Architekten und Bühnenbildner Uwe R. Brückner und der Architektin Shirin Frangoul-Brückner gegründet. 2020 schied Uwe Brückner aus. Heute leitet Shirin Frangoul-Brückner das Atelier gemeinsam mit Stefanie Klinge, Britta Nagel, Eberhard Schlag, René Walkenhorst und Michel Casertano. Mit über 130 Mitarbeitern zählt es zu den großen Ateliers für Ausstellungsgestaltung und Szenografie.
Von der Philosophie „form follows content“ geleitet, konzipiert, plant und realisiert das Atelier Brückner Architekturen, Ausstellungen und Szenografie. Das Unternehmen konzentriert sich auf Projekte für Museen, Messen und Expos. Hinzu kommen die Gestaltung von Besucherzentren und Markenwelten sowie die Sanierung und Umnutzung denkmalgeschützter Gebäude. Um der zunehmenden Komplexität von Architekturen und Ausstellungen gerecht zu werden, wird im Atelier in interdisziplinären Teams gearbeitet. Architekten, Grafiker, Wissenschaftler, Regisseure, Produkt- und Mediendesigner erarbeiten die Konzepte und betreuen deren Realisierung.
Im Jahr 2016 hat Atelier Brückner die Ausstellungsgestaltung des Grand Egyptian Museums in Gizeh übernommen. Entwickelt wurden die Szenografie der Tutanchamun-Galerie mit dem Grabschatz des Kindkönigs, ein Kindermuseum und die Präsentation der Skulpturen im Atrium und auf der großen inneren Freitreppe, den Grand Stairs, des Museums.
2018 wurde Atelier Brückner Korea in Seoul gegründet.

## Projekte (Auswahl)
- 2025: (Eröffnung geplant für 2029) Museum Selma des Dokumentationszentrums und Museum über die Migration in Deutschland (DOMiD) in der denkmalgeschützten Halle 70 Kalk im rechtsrheinischen Köln[3]

Grand Egyptian Museum, 2023

- Grand Egyptian Museum, 20232025: Eröffnung geplant, Grand Egyptian Museum, Gizeh[4]
- 2025: Usbekistan Pavilion Expo, Osaka, Japan
- 2025: VAE Pavilion Expo, Osaka, Japan
- 2024: Archäologische Staatssammlung, München[5]
- 2023: Louvre Abu Dhabi: Children’s Museum: Picturing the Cosmos[2]
- 2023: Demokratikum, Besuchszentrum Österreichisches Parlament, Wien[6]
- 2022: Museum der Zukunft, Dubai[7]

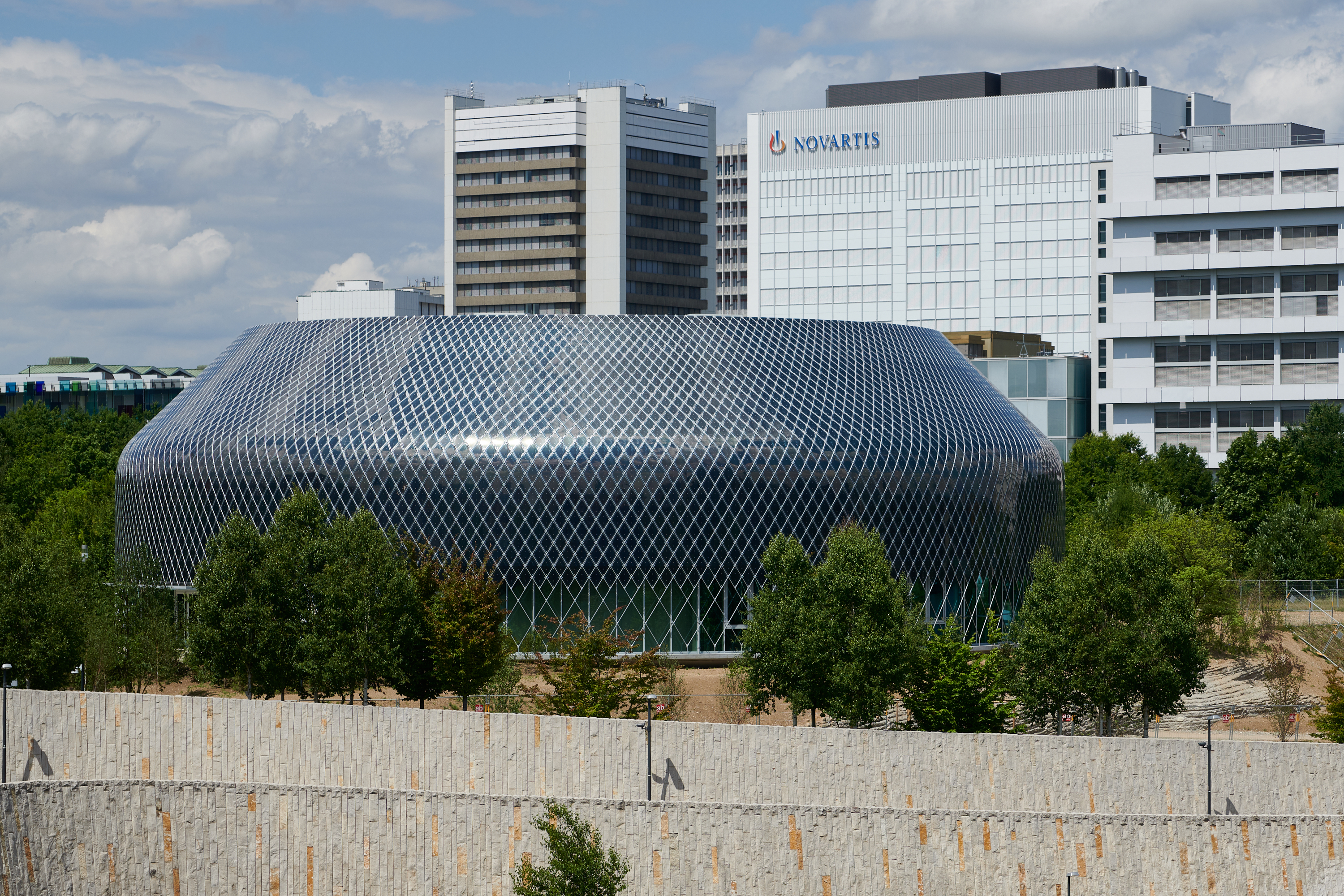
Novartis Pavillon, 2022

- Novartis Pavillon, 20222022: Novartis-Pavillon – Wonders of Medicine, Basel, Schweiz[8]Großer Handelssaal der Frankfurter Wertpapierbörse, 2008

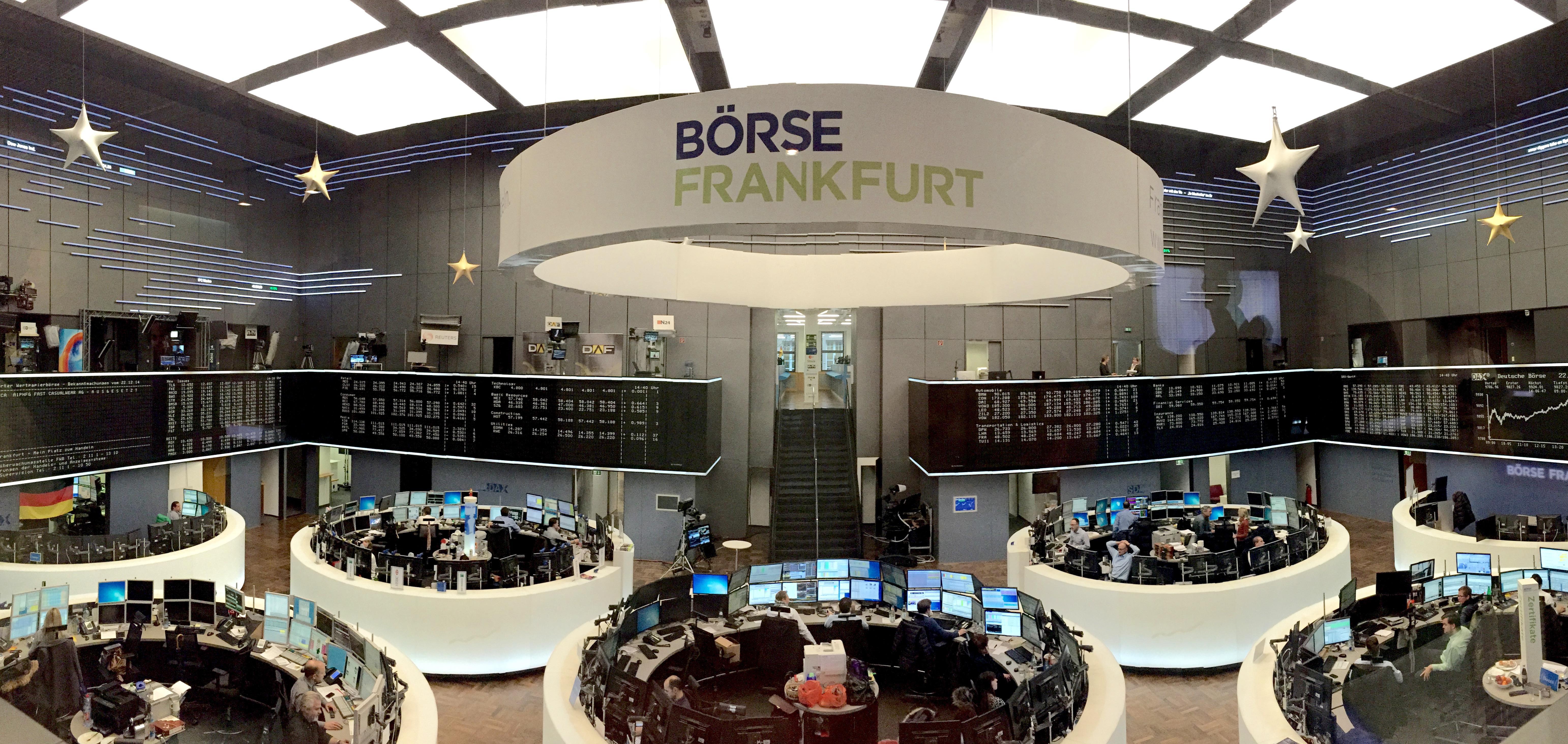
Großer Handelssaal der Frankfurter Wertpapierbörse, 2008

- 2020: Lindt: Home of Chocolate, Kilchberg, Schweiz[9]
- 2014: smac (Staatliches Museum für Archäologie Chemnitz)[10]
- 2011: Deutsches Filmmuseum, Frankfurt am Main[11]
- 2011: Parlamentarium, Besucherzentrum des Europäischen Parlaments, Brüssel, Belgien[12]
- 2010: CERN (Conseil européen pour la recherche nucléaire), Universe of Particles, Dauerausstellung im Globe of Science and Innovation Genf, Schweiz[13]
- 2010: tim (Staatliches Textil- und Industriemuseum), Augsburg[14]
- 2008: BMW Museum, München[15]
- 2008: Deutsche Börse, Großer Handelssaal, Frankfurt am Main[16]
- 2007: Bachhaus, Eisenach[17]
- 2006: Shanghai Auto Museum – History Pavilion, Shanghai, China[18]
- 2000: Cyclebowl, Expo Hannover[19]

## Veröffentlichungen (Auswahl)
- Atelier Brückner (Hg.): Scenography – Szenografie 2: Staging the Space – Der inszenierte Raum. Birkhäuser, 2018, ISBN 978-3-0356-1640-8.
- Atelier Brückner (Hg.): Scenography – Making Spaces talk. Atelier Brückner Projekte 2002–2010. avedition, Ludwigsburg 2010, ISBN 978-3-89986-136-5.
- Müller, Friedrich O./Brückner, Uwe R. (Hg.): Kodak. Celebrating the Brand. Creative Corporate Scenography. avedition, Ludwigsburg 2006, ISBN 978-3-89986-062-7.
- Morgan, Conway Lloyd (Hg.): atelier brückner. »form follows content«. avedition, Ludwigsburg 2002, ISBN 978-3-929638-63-9.
- Atelier Brückner (Hg.): experiment cyclebowl. avedition, Ludwigsburg 2001, ISBN 978-3-929638-65-3.

## Auszeichnungen (Auswahl)
- 2024: iF Award: Novartis Pavilion[20]
- 2023: German Design Award, Excellent Architecture, Journey of the Pioneers, Museum of the Future, Dubai[21]
- 2021: Red Dot Design Award, Best of the Best, Szenografie, Musée Atelier Audemars Piguet, Le Brassus, Schweiz[20]
- 2021: ADC (Art Directors Club) Award, Szenografie, Musée Atelier Audemars Piguet, Le Brassus, Schweiz[21]
- 2021: Hugo-Häring-Preis des BDA Baden-Württemberg, für die Sanierung der Wagenhallen, Stuttgart, Landeshauptstadt Stuttgart[22]
- 2020: International Architecture Award, für die Sanierung der Wagenhallen, Stuttgart, Landeshauptstadt Stuttgart[23]
- 2020: German Brand Award, Excellence in Brand Strategy & Creation, Lindt Home of Chocolate, Kilchberg, Schweiz[7]
- 2019: D&AD (Design and Art Direction) Global Award, Gold, The Macallan Visitor Experience, The Edrington Group, Craigellachie, Schottland[5]
- 2019: DDC (Deutscher Designer Club), Gold, Erweiterung des Schweizerischen Nationalmuseums für archäologische Sammlung, Zürich[8]
- 2019: LIA (London International Award), Gold, Szenografie, Musée Atelier Audemars Piguet, Le Brassus, Schweiz
- 2017: EMYA (European Museum of the year Award), Szenografien und Museographien für das Projekt „Das Archiv der menschlichen Vielfalt“, MEG (Musée d’ethnographie de Genève), Genf[9]
- 2015: German Design Award, Haus der Berge – Vertikale Wildnis, Bayerisches Staatsministerium für Umwelt und Gesundheit, Berchtesgaden
- 2015: The One Show, Best of Discipline, zeitdynamisches Sachsenmodell, smac (Staatliches Museum für Archäologie), Chemnitz[4]
- 2014: Iconic Award, Best of Best, Haus der Berge – Vertikale Wildnis, Bayerisches Staatsministerium für Umwelt und Gesundheit, Berchtesgaden[10][11]
- 2012: Museumspreis des Europarates, Szenografie, Rautenstrauch-Joest-Museum, Köln[12][13]
- 2011: iF Award Gold, Begehbares Musterbucharchiv, tim (Staatliches Textil- und Industriemuseum), Augsburg[14]
- 2009: Cannes Lions, Design Lion in Gold, Mediatektur des BMW Museums, München[15]
- 2008: Deutscher Innenarchitektur Preis, Sonderpreis Szenografie, Bachhaus, Eisenach[16]
- 2006: Red Dot Design Award, Grand Prix, Ausstellung „Tatort Forscherlabor“, Westfälische Museum für Archäologie, Herne[17]
- 2000: IPRA Golden World Award, Generalplanung, Architektur, Ausstellungsgestaltung, Szenografie, Cyclebowl, Hannover Expo[18]